# 우고 페란테
우고 페란테(이탈리아어: Ugo Ferrante ˈuːɡo ferˈrante[*]; 1945년 7월 18일, 피에몬테 주 베르첼리 ~ 2004년 11월 29일, 피에몬테 주 베르첼리)는 이탈리아의 전 축구 선수이자 감독으로, 현역 시절 수비수로서 최후방 수비를 맡았다.

## 클럽 경력
현역 시절, 페란테는 프로 베르첼리의 유소년부를 졸업하고 피오렌티나(1963–72)와 비첸차(1972–76)에서 활약했다. 그는 피오렌티나에서 성공적으로 활약하며 비아레조 대회, 미트로파컵, 그리고 코파 이탈리아를 1966년에 제패했고, 1968-69 시즌에는 리그 정상에 올랐다. 그는 1965년과 1972년에 미트로파컵 준우승도 2번 거두었고, 1970년에는 알프스컵 준우승을 거두었으며, 유러피언 컵위너스컵, 유러피언컵, 그리고 인터시티스 페어스컵에도 출전했다.

## 국가대표팀 경력
국가대항전에서 페란테는 1970년과 1971년에 이탈리아 국가대표팀 경기에 3번 출전했다. 그는 1970년 월드컵에 이탈리아 선수단 일원으로 대회에 참가했지만, 브라질에 패해 준우승을 거둔 이 대회에서 단 1경기도 출전하지 못했다.

## 최후
페란테는 2004년, 향년 59세에 후두암으로 영면에 들었다.

## 수상

### 클럽
피오렌티나
- 비아레조 대회: 1966
- 코파 이탈리아: 1965–66
- 미트로파컵: 1966
- 세리에 A: 1968–69

### 국가대표팀
이탈리아
- 월드컵 준우승: 1970